# Chiesa di San Miniato a Maggiano
La chiesa di San Miniato a Maggiano si trova nel comune di Certaldo, in provincia di Firenze, diocesi della medesima città.

## Storia
Il piccolo abitato di Maggiano, del quale la chiesa fa parte, si trova lungo la strada che dalla chiesa di San Donato a Lucardo porta alla Villa di Sticciano, sito nel territorio dell'antico piviere di San Lazzaro. Maggiano viene citato per la prima volta il 2 gennaio 1059.
Nei giorni immediatamente successivi alla caduta della città di Semifonte, il 7 aprile 1202, dieci uomini di Magiano giurano di rispettare la pace tra Firenze e Semifonte: forse si tratta di uomini provenienti dalla parrocchia di San Martino.
Nel corso del Trecento la parrocchia passò dalla Badia di Marturi a Poggibonsi, alla quale era legata da una donazione fatta nel 998 dal marchese Ugo II di Toscana, al territorio comunale di Certaldo e nel 1358 fu costretta a contribuire alla costruzione delle mura di Certaldo.
Nel 1774 è annoverata tra le 21 parrocchie della comunità di Certaldo.
Nel 1835 risulta annessa alla parrocchia di San Gaudenzio a Ruballa, probabilmente avvenuta già alla metà del Cinquecento.
Nel 1933 viste le pessime condizioni dell'edificio, non più tra l'altro officiato, fu richiesto un intervento di restauro che fu poi eseguito.
L'edificio è attualmente utilizzato come capanno agricolo.